# Francisco Javier Martínez Castillo
Francisco Javier Martínez Castillo (ur. 22 listopada 1974 w Puebli) – meksykański duchowny rzymskokatolicki, biskup pomocniczy Puebla de los Angeles od 2024.

## Życiorys
Święcenia kapłańskie przyjął 25 czerwca 2004 i został inkardynowany do archidiecezji Puebla de los Angeles. Był m.in. wicerektorem kościoła katedralnego, wykładowcą archidiecezjalnego seminarium, dyrektorem Centrum Szerzenia Bożego Miłosierdzia oraz proboszczem parafii Matki Bożej z Guadalupe.
16 października 2023 papież Franciszek mianował go biskupem pomocniczym Puebli ze stolicą tytularną Nepte. Sakry udzielił mu 4 stycznia 2024 arcybiskup Víctor Sánchez Espinosa.